# Герцог де Руайян
Герцог де Руайян (Руайян-Нуармутье) (фр. duc de Royan (Royan-Noirmou(s)tier) — французский дворянский титул, принадлежащий представителям дома Латремуев.

## История
Шателения Руайяна, входившая в состав доменов герцогов Аквитании и королей Франции, в 1458 году составила часть приданого Мари де Валуа, дочери Карла VII и Аньес Сорель, вышедшей замуж за Оливье де Коэтиви, графа де Тайбура. Их внучка Луиза де Коэтиви в 1501 году принесла Руайян в приданое своему мужу Шарлю де Латремую, ставшему бароном де Руайяном.
При разделе владений виконта Франсуа де Латремуя барония Руайян досталась его четвертому сыну Жоржу, основателю линии маркизов де Руайян и графов д'Олон дома Латремуй. В октябре 1592  Генрих IV жалованной грамотой, зарегистрированной в Парламенте 20 сентября 1594 и в Счетной палате 6 октября, возвел баронию Руайян в ранг маркизата для Жильбера де Латремуя и его потомков.
В 1707 году Мари-Анн де Латремуй, маркиза де Руайян, передала это владение своему двоюродному брату Антуану-Франсуа де Латремую, герцогу де Нуармутье. В апреле того же года жалованной грамотой Людовика XIV, зарегистрированной Парламентом 19 мая, город и маркизат Руайян были возведены в ранг герцогства для Антуана-Франсуа де Латремуя и его мужского потомства, с созданием бальяжа в городе Руайяне.
В тексте грамоты указывалось желание короля возместить Латремуям почести, которые им не достались, поскольку пожалования герцогских титулов Нуармутье и Монмирая в 1650 и 1657 годах не прошли регистрацию, а также отдельно упоминались заслуги перед короной сестры герцога принцессы дез Юрсен.
Антуан-Франсуа де Латремуй умер бездетным в 1733 году. Титул герцогов де Руайян перешел к двоюродному брату Мари-Анн де Латремуй Огюстену де Латремую, сеньору де Аншу, потомки которого, сменившие в 1790 году дворянскую фамилию де Латремуй на простонародную Тримуй, до настоящего времени носят куртуазный титул герцогов де Руайян.
Куртуазный титул маркизов де Руайян носили потомки от брака Мари-Анн де Латремуй с Полем-Сижисмоном де Монморанси-Люксембургом, герцогом де Шатийоном — представители угасшей в 1861 году линии Монморанси-Люксембург-Шатийон — наследники герцогского титула.

## Бароны де Руайян
- 1501 — 1515 — Шарль де Латремуй (ок. 1486—1515)
- 1515 — 1541 — Франсуа де Латремуй (1504—1541)
- 1541 — 1584 — Жорж де Латремуй (ум. 1584)
- 1584 — 1592 — Жильбер де Латремуй (ум. 1603)

## Маркизы де Руайян
- 1592 — 1603 — Жильбер де Латремуй (ум. 1603)
- 1603 — 1670 — Филипп де Латремуй (1596—1670)
- 1670 — 1690 — Франсуа I де Латремуй (1638—1690)
- 1690 — 1691 — Франсуа II де Латремуй (1683—1691)
- 1691 — 1707 — Мари-Анн де Латремуй (1676—1708)

## Герцоги де Руайян
- 1707 — 1733 — Антуан-Франсуа де Латремуй (1651—1733)
- 1733 — 1745 — Огюстен де Латремуй (1686—1745)
- 1745 — 1789 — Луи де Латремуй (1707—1789)
- 1789 — 1848 — Шарль де Латремуй (с 1790 года Тримуй, 1775—1848)
- 1848 — 1871 — Мартен Тримуй (1818—1871)
- 1871 — 1913 — Луи Тримуй (1839—1913)
- 1913 — 1946 — Артюр-Эмиль Тримуй (1881—1946)
- 1946 — 1986 — Ромен-Эдмон Тримуй (1908—1986)
- 1986 — 2015 — Жан-Клод Тримуй (1947—2015)
- с 2015 — Жером Тримуй (р. 1972)